# Átalo III
Átalo III (em Grego Attalos III) Philometor Euergetes (170 a.C. — 133 a.C.) foi o último rei da Dinastia atálida, em Pérgamo, governando a cidade de 138 a.C. a 133 a.C..
Era filho de Eumenes II e Stratonike, e sobrinho de Átalo II, a quem sucedeu. Átalo III tinha pouco interesse em governar Pérgamo, devotando seu tempo ao estudo da medicina, botânica, jardinagem e outros interesses.
Ao morrer, deixa o Povo Romano como seu herdeiro.
Nem todos em Pérgamo admitiram o governo de Roma. Aristonico, dizendo ser irmão de Átalo e assumindo o título real Eumenes III, liderou uma revolta entre as classses baixas com a ajuda de Blóssio. A revolta foi extinta em 129 a.C., e Pérgamo foi dividia entre Roma, Ponto, e Capadócia.